# Natalie Lisinska

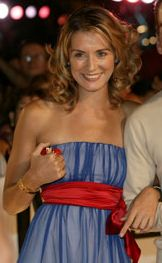
Natalie Lisinska (2007)

Natalie Lisinska (* 11. Januar 1982 in Shrewsbury, Shropshire, England) ist eine kanadische Schauspielerin mit britischen Wurzeln.

## Leben und Karriere
Die in Shrewsbury in England geborene Natalie Lisinska wuchs auf der kanadischen Pazifikinsel Vancouver Island auf. Sie besuchte die St. Michaels University School und studierte an der Ryerson University Theatre School.
Ihr Fernsehdebüt gab Lisinska 2005 in der Serie The Office Temps. Ihre erste Hauptrolle hatte sie bereits 2006 in der Miniserie At the Hotel. Im selben Jahr folgte eine Rolle in dem Film Das Haus nebenan. 2007 war sie in einer kleinen Rolle in The Dresden Files sowie in ’Til Death Do Us Part zu sehen. Weitere Gastrollen hatte sie 2010 in Flashpoint – Das Spezialkommando und  Lost Girl inne. Ihre nächste Hauptrolle war die der Alex Cranston 2011 in der CBC-Serie InSecurity. 2012 folgte eine Rolle in dem Film Total Recall. Von 2013 bis 2014 war sie in insgesamt sechs Folgen der Serie Orphan Black als Aynsley Norris der Nachbarin von Alison Hendrix, verkörpert durch Tatiana Maslany, zu sehen.

## Filmografie (Auswahl)
- 2005: The Office Temps (Fernsehserie)
- 2005: Kevin Hill (Fernsehserie, Folge 1x19)
- 2006: At the Hotel (Miniserie, 6 Folgen)
- 2007: The Dresden Files (Fernsehserie, 2 Folgen)
- 2007: ’Til Death Do Us Part (Fernsehserie, Folge 1x04)
- 2007–2008: Degrassi: The Next Generation (Fernsehserie, 2 Folgen)
- 2008: Mensch, Derek! (Life with Derek, Fernsehserie, Folge 4x03)
- 2009: Chloe
- 2010: Fairfield Road – Straße ins Glück (TV-Film)
- 2010: Flashpoint – Das Spezialkommando (Flashpoint, Fernsehserie, Folge 3x09)
- 2010: Lost Girl (Fernsehserie, Folge 1x10)
- 2011: Liebe und andere Hindernisse (Reel Love)
- 2011: InSecurity (Fernsehserie, 23 Folgen)
- 2012: Less Than Kind (Fernsehserie, Folge 3x01)
- 2012: Total Recall
- 2012: Saving Hope (Fernsehserie, Folge 1x13)
- 2013–2014: Orphan Black (Fernsehserie, 6 Folgen)
- 2013: Satisfaction (Fernsehserie, Folge 1x02)
- 2014: Bitten (Fernsehserie, 2 Folgen)
- 2016: Private Eyes (Fernsehserie, Folge 1x01)
- 2016–2021: Odd Squad – Junge Agenten retten die Welt (Odd Squad, Fernsehserie, 5 Folgen)
- 2017: Mary Kills People (Fernsehserie, 4 Folgen)
- 2018: Ransom (Fernsehserie, Folge 2x10)
- 2019: The Handmaid’s Tale – Der Report der Magd (The Handmaid’s Tale, Fernsehserie, Folge 3x02)
- 2020–2021: Odd Squad: Mobile Unit (Fernsehserie, 2 Folgen)
- 2021: A Perfect Match (TV-Film)
- 2021: Christmas in Washington (TV-Film)
- 2022–2023: The Lake: Der See (The Lake, Fernsehserie, 15 Folgen)
- 2022: Transplant (Fernsehserie, Folge 2x05)
- 2022: Murdoch Mysteries (Fernsehserie, Folge 16x03)
- 2023: Flipping for Christmas
- 2025: Skymed (Fernsehserie, Folge 3x01)